# ولیکا وارنیتسا
ولیکا وارنیتسا (اسلوونیایی: Velika Varnica) یک زیستگاه انسانی در اسلوونی است که در Lower Styria واقع شده‌است.

## خصوصیات
ولیکا وارنیتسا ۶٫۵۲ کیلومترمربع مساحت و ۲۲۳ نفر جمعیت دارد و ۳۰۹٫۶ متر بالاتر از سطح دریا واقع شده‌است.